# Gießenmoos
Das Gebiet Gießenmoos ist ein mit Verordnung vom 6. November 1991 des Regierungspräsidiums Tübingen ausgewiesenes Naturschutzgebiet (NSG-Nummer 4.194) im Gebiet der Stadt Wangen im Allgäu und der Gemeinde Argenbühl im Landkreis Ravensburg, Baden-Württemberg, in Deutschland.

## Lage
Das 15 Hektar (ha) große, zweigeteilte Naturschutzgebiet Gießenmoos gehört naturräumlich zum Westallgäuer Hügelland. Es liegt etwa 4,2 Kilometer östlich der Innenstadt Wangens, nördlich der Oberen Argen, zwischen dem Weilern Halden, Grub, Goldbach und Gießen, auf einer Höhe von 580 bis 590 m ü. NN. In den Flurkarten werden diese Gemarkungen mit Deuchelried (zu Wangen) und Eglofs (Flur Geratsreute, zu Argenbühl) bezeichnet.

## Schutzzweck
Wesentlicher Schutzzweck ist die Erhaltung und in Teilen – durch Umwandlung der Wirtschaftswiesen in Grünland mit streuwiesenartiger Nutzung – die Wiederherstellung eines ökologisch hochwertigen Feuchtgebietsmosaiks als
- Lebensraum und wichtiges Rückzugsgebiet einer artenreichen und gefährdeten Pflanzen- und Tierwelt, insbesondere jedoch als Brutgebiet seltener Vogelarten,
- Moorkomplex mit wichtigen landschaftsökologischen Ausgleichsfunktionen wie Wasserrückhalt und -reinigung,
- wichtiger Bestandteil in dem Lebensraumverbund von Feuchtgebieten entlang der Oberen Argen sowie der gesamten Region.[1]

## Flora und Fauna

### Flora
Der quellige Untergrund des Hangmoors gibt der Flora Siedlungsmöglichkeiten für Arten, die zum Teil besonders schützenswert sind: 149 höhere Pflanzenarten konnten bisher nachgewiesen werden, davon gelten in Baden-Württemberg drei als stark gefährdet und 19 Arten als gefährdet. Folgende Arten (Auswahl) sind zu nennen:
- Bach-Kratzdistel (Cirsium rivulare), eine Art aus der Familie der Korbblütler
- Kohldistel (Cirsium oleraceum), auch aus der Familie der Korbblütler
- Orchideen:
  - Einknollige Honigorchis oder Einknolle (Herminium monorchis)
  - Kleines Knabenkraut (Orchis morio)
- Trollblume (Trollius europaeus), gehört zur Familie der Hahnenfußgewächse

Das sich an dem durch das Gießenmoos geleiteten Mühlenkanl entwickelte Drahtseggenried mit der Draht-Segge (Carex diandra) gehört in Deutschland zu den gefährdetsten Teilgesellschaften überhaupt.

### Fauna
Neben neun verschiedenen und zum Teil gefährdeten Heuschreckenarten, einer Vielzahl an Schmetterlings- und Libellenarten sind aus der schützenswerten Fauna unter anderem folgende Arten zu nennen:
- Neuntöter oder Rotrückenwürger (Lanius collurio), eine Vogelart aus der Familie der Würger
- Sumpfschrecke  (Stethophyma grossum), eine Kurzfühlerschrecke aus der Familie der Feldheuschrecken
- Wiesenpieper (Anthus pratensis), eine Vogelart aus der Familie der Stelzen und Pieper
- Zugvögel, die im Gießenmoos während ihrer Rast beobachtet wurden:
  - Kiebitz (Vanellus vanellus), ein Vertreter der Familie der Regenpfeifer
  - Schafstelze (Motacilla flava), auch aus der Familie der Stelzen und Pieper
  - Steinschmätzer (Oenanthe oenanthe), eine Art aus der Familie der Fliegenschnäpper